# Melomys leucogaster
Melomys leucogaster  (Jentink, 1908) è un roditore della famiglia dei Muridi endemico della Nuova Guinea.

## Descrizione

### Dimensioni
Roditore di medie dimensioni, con la lunghezza della testa e del corpo tra 153 e 154 mm, la lunghezza della coda tra 134 e 142 mm, la lunghezza del piede di 30 mm e un peso fino a 146 g.

### Aspetto
Le parti superiori variano dal grigiastro al grigio-brunastro, mentre le parti ventrali sono bianco crema. Le orecchie sono piccole. Le vibrisse sono lunghe fino a 69 mm. I piedi sono grigi, robusti e con grossi artigli. La coda è più corta della testa e del corpo, bruno-nerastra sopra, più chiara sotto ed è ricoperta da 11-14 anelli di scaglie per centimetro, corredata ciascuna da un singolo pelo.

## Biologia

### Comportamento
È una specie arboricola. Si rifugia negli alberi cavi.

### Riproduzione
Le femmine danno alla luce 2 piccoli alla volta.

## Distribuzione e habitat
Questa specie è diffusa nel versante meridionale della cordigliera centrale della Nuova Guinea fino alle coste adiacenti. Una popolazione isolata è presente nel nord-ovest dell'isola.
Vive nelle foreste tropicali umide fino a 1.400 metri di altitudine. Si trova spesso anche su isolotti privi di alberi lungo la costa.

## Conservazione
La IUCN Red List, considerato il vasto areale, la popolazione numerosa, la tolleranza alla presenza umana e la mancanza di reali minacce, classifica M.leucogaster come specie a rischio minimo (Least Concern).